# Península do Alasca

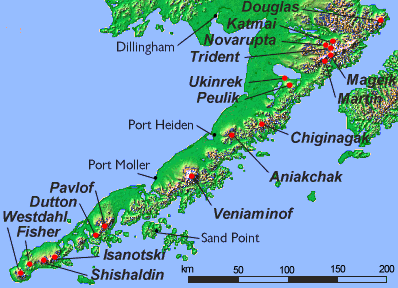
Vulcões na Península do Alasca

A Península do Alasca é uma longa península que se estende por mais de 800 km no sudoeste do Alasca e que é prolongada com o arco insular das ilhas Aleutas. A península separa o Oceano Pacífico da Baía de Bristol, um braço do Mar de Bering. 
É uma zona muito activa do ponto de vista vulcânico.
Na costa sul da península as temperaturas variam habitualmente entre 0°C e -2°C no Inverno e cerca de 11°C no Verão.
A costa norte da península, que circunda a baía de Bristol, apresenta águas turvas, pouco profundas e submetidas a consideráveis marés, enquanto que a costa sul, no Pacífico, tem uma água profunda e límpida.
Além das comunidades situadas na costa da Baía de Bristol, a península do Alasca alberga diversas localidades: Cold Bay, King Cove, Perryville, Chignik, Chignik Lake, Chignik Lagoon e Port Moller. Em todas vivem principalmente indígenas do Alasca que dependem da indústria pesqueira.